# دهستان باشتین
دهستان باشتین دهستانی از توابع بخش باشتین شهرستان داورزن در استان خراسان رضوی ایران به مرکزیت شهر ریوند است.

## جمعیت
جمعیت این دهستان بر اساس سرشماری سال ۱۳۹۰ برابر با ۴۸۵۲ نفر (۱۷۴۵ خانوار) بوده است.